# Sisland
Sisland – wieś w Anglii, w hrabstwie Norfolk, w dystrykcie South Norfolk. Leży 15 km na południowy wschód od Norwich i 158 km na północny wschód od Londynu. Miejscowość liczy 44 mieszkańców.